# Rhododendron liewianum
Rhododendron liewianum är en ljungväxtart som beskrevs av G.C.G. Argentina, A. Lamb och A. Phillipps. Rhododendron liewianum ingår i släktet rododendron, och familjen ljungväxter. Inga underarter finns listade i Catalogue of Life.